# Мост Эрсилиу Луза
Мост Эрсилиу Луза в штате Санта-Катарина — самый большой подвесной мост в Бразилии и второй по величине в Южной Америке (после моста Ангостура через Ориноко в Венесуэле). Узнаваемый символ и «визитная карточка» города Флорианополис и всего штата. Объект культурного наследия федерального уровня с 1998 года.

## История
Столица штата Санта-Катарина Флорианополис исторически находился на одноимённом острове, лишь в 1944 году перешагнув через пролив, отделяющий его от материка. Несмотря на наличие паромной переправы между Флорианополисом и Сан-Жозе, в начале XX века вопрос об удобном сообщении между столицей и штатом встаёт в полный рост. Начинают даже раздаваться голоса о переносе центра штата в Лажис. Губернатор штата Санта-Катарина Эрсилиу Луз сумел договориться об огромном кредите, сопоставимом с двухлетним бюджетом штата (он был полностью погашен более чем через 50 лет — в 1978 году), и 14 ноября 1922 года грандиозное сооружение было заложено.
Сам Эрсилиу Луз не дожил до открытия моста, скончавшись в 1924 году от тяжёлой болезни. Когда стало очевидно, что надежды на выздоровление больше нет, в центре города на площади 15 ноября выстроили и торжественно открыли 18-метровый деревянный макет моста. Сам же мост, который губернатор планировал назвать мостом Независимости, переименовали в его честь, как главного вдохновителя и организатора. 13 мая 1926 года мост Эрсилиу Луза был введён в эксплуатацию, что дало мощный толчок развитию Флорианополиса и всего острова Санта-Катарина.
В течение 50 лет мост Эрсилиу Луза оставался единственным, соединяющим остров Санта-Катарина с материковой Бразилией. Лишь в 1975 году несколько южнее был построен четырёхполосный автомобильный мост Коломбо Саллеса, а в 1991 году параллельно последнему установили мост Педро Иво Кампоса, запустив на каждом из этих мостов одностороннее движение. После этого мост Эрсилиу Луза был поставлен на неспешную реконструкцию. С 2021 года по будним дням по мосту организовано автомобильное движение, в выходные же он работает туристическим объектом, пропуская лишь пешеходов и велосипедистов.

## Конструкция
Мост Эрсилиу Луза спроектирован фирмой Robinson & Steinman и построен строительной компанией American Bridge Company; все строительные материалы были доставлены из Соединённых Штатов Америки. Он представляет собой достаточно редкую в мостостроении конструкцию, объединяющую признаки висячего и ферменного моста. (Ещё одним примером такой конструкции является мост Уолтера Тэйлора (1936) в австралийском Брисбене.)
На основные несущие стальные тросы здесь подвешено не непосредственно дорожное полотно моста, а ферменная конструкция. Её верхняя часть, имея параболическую форму, повторяет геометрию основного троса и прикрепляется к нему проушинами. Это техническое решение позволяет несколько увеличить подмостовой габарит, а также существенно уменьшить количество подвесных тросов, обеспечив жёсткость конструкции. Однако такая структура требует особого внимания к состоянию узлов зацепления фермы за троса. Так обрыв одной из проушин привёл к разрушению в 1967 году моста подобной архитектуры — Серебряного моста через реку Огайо в США.
Обща длина моста Эрсилио Луза составляет 821 метр, длина подвесного пролёта — 340 метров. Центральный пролёт подвешен к двум пилонам высотой 75 метров, его масса более 4 тысяч тонн, общая высота 43 метра, а высота над зеркалом пролива 31 метр. В фундаменте пилонов использовано 14250 кубических метров бетона.